# David Röder
David Röder (* 14. Oktober 1994) ist ein deutscher Schauspieler.
Röder spielte von Anfang 2008 (Folge 481) bis Herbst 2009 (Folge 580) die Rolle des Max Bussmann in der Kinder- und Jugendserie Schloss Einstein. Es war seine erste Rolle vor der Kamera. Im April 2010 (Folge 600) kehrte Röder noch einmal für einen Gastauftritt in die Serie zurück.

## Filmografie
- 2008–2009, 2010: Schloss Einstein (Rolle: Max Bussmann)
- 2010: Wie erziehe ich meine Eltern? – Extrem Sparing (Gastauftritt)